# 第12師団 (日本軍)
第12師団（だいじゅうにしだん）は、1898年から1945年まであった大日本帝国陸軍の師団の一つである。兵士の徴兵区は主に北部九州である。日露戦争・シベリア出兵・日中戦争・太平洋戦争で戦った。1962年から2001年まであった陸上自衛隊の第12師団と継承関係はない。

## 歴史

### 設置
第12師団は、日清戦争後に新設された6個師団の一つであり、1898年（明治31年）11月21日に師団司令部、監督部が開庁した。司令部の所在地は福岡県企救郡小倉町（現・北九州市小倉北区）の小倉城内で、その他部隊・施設も城内に集中したが、郊外の北方村（現・北九州市小倉南区）にも兵営を置いた。
所属の兵士は第12師管から徴兵され、主に九州北部（および関門海峡に面した山口県の一部）を本籍とする男子からなった。

### 日露戦争
日露戦争では、1904年（明治37年）の開戦直後に動員命令を受けて出征した。長崎港で乗船し、朝鮮の仁川に上陸して北上、第1軍の隷下に入って鴨緑江を越えた。以後、満洲で遼陽会戦などの諸会戦に加わった。

### シベリア出兵
- 1918年（大正7年）8月2日：第12師団は動員を命じられシベリア出兵に参加した。門司港で乗船した師団は、ウラジオストックに上陸し、シベリアの各地を転戦した[4]。
- 1918年8月19日：師団が出征したあとの小倉には、留守第12師団が設けられた。留守第12師団兵器部が留守師団司令部内に移転した[5]。
- 1919年（大正8年）：他師団と交代し、7月20日に復員が完結した[6]。

### 小倉から久留米に移転
- 1925年（大正14年）：宇垣軍縮で第18師団が廃止、その所在地だった久留米に移転した[7]。12日
  - 第18師団廃止の際して第12師団は、騎兵連隊.砲兵連隊.工兵大隊等、 小倉師団と久留米師団の半々の兵員を抽出して編成し久留米師団色の存置に留意した。
  - 第12師団の移転後には、小倉城内指令部跡には野戦重砲兵第2旅団を、北方の兵営群跡に野戦重砲兵第5連隊.野戦重砲兵第6連隊を設置。のち城内の歩兵第14連隊も北方に移転した。
  - その後の小倉は、関東大震災で大被害の東京砲兵工廠の移転を熱望。城東に大阪砲兵工廠に次ぐ総面積582,717m2(約176,000坪)の日本陸軍工廠を誘致した。

### 日中戦争
- 1932年（昭和7年）
  - 2月：第一次上海事変で、師団隷下の歩兵第24旅団を基幹として混成第24旅団を編成し、事件勃発直後に上海に派出。
  - 2月22日：同混成旅団の派遣された工兵第18大隊所属の兵士3名が、鉄条網突撃兵器の破壊筒を持って敵陣に突入爆破。爆発に巻き込まれ3名は戦死した（軍神 肉弾三勇士）。

### 満洲駐屯
- 1936年（昭和11年）
  - 4月：満洲駐箚。
  - 「哈爾浜」に駐屯。
  - 「密山」に移駐。
- 1937年（昭和12年）：「東寧」に移駐。
- 1938年（昭和13年）
  - 1月：新設の第3軍へ編入。
  - ：「老黒山」に移駐。
  - ：「城子溝」に移駐。
- 1939年（昭和14年）
  - ：「大肚子川」に移駐。
  - ：「師団・軽装甲車訓練所」設置。師団内での兵の車両運転教育開始。
  - ： この頃、今後師団の満洲永駐の内示が出る。
- 1940年（昭和15年）
  - 7月：歩兵第14連隊を第25師団に転出させ三単位編制に改編。
  - ： 騎兵第12連隊を捜索第12連隊に改編。連隊旗奉還。
  - ：「東寧」に移駐。
  - 8月：満洲永駐後の九州北部代替常設師団として第56師団を新設。第12師管を改称した久留米師管を管轄した。
  - ：「掖河」に移駐。東部満ソ国境を警備。
  - 12月：師団戦車隊を新設[注釈 1]。東部満ソ国境警備の主力部隊。
- 1941年（昭和16年）7月：関東軍特種演習で動員。欠員補充、各部補充増強、準戦時編成。

### 太平洋戦争
- 開戦後も満洲国内にて対ソ戦の訓練や抗日パルチザン掃討等の治安維持活動に従事していた。
- 1943年（昭和18年）：在満師団は駐屯体制に編成縮小。
- 1944年（昭和19年）
  - 4月：第4派遣隊（第12歩兵団司令部.歩兵第24連隊.歩兵第46連隊.歩兵第48連隊の各第3大隊、野砲兵第24連隊第3大隊、工兵第18連隊第3中隊）を南洋の「ヤップ島」へ抽出派遣。
  - 11月：戦局の悪化から台湾派遣が決定。
  - ：輸送船舶確保の都合から馬匹随伴を制限、そのため大幅縮小臨時編成[注釈 2]。
  - ：釜山経由で台湾に渡航したが、途中で敵潜水艦の雷撃を受け輸送船3隻沈没の被害を受けた。
  - ：第10方面軍戦闘序列に編入され、新竹に在って台湾西部方面の警備にあたった。
- 1945年（昭和20年）
  - 4月1日 - 連合国軍が台湾を通り越して沖縄本島に上陸。本師団は沖縄戦には参加せず、引き続き台湾島内で陣地構築に取り組む。
  - 8月15日 - 連合国軍に対する実戦に出ることなく終戦を迎える。
  - 10月24日 - 中華民国台湾省行政長官陳儀の来台に際し、第10方面軍司令官兼台湾総督・大将安藤利吉との間で降伏文書が取り交わされる。
  - 10月25日 - この日をもって台湾の統治権が中華民国に引き継がれる（台湾光復）。本師団は台湾撤退を前に軍旗を奉焼し栄光の歴史に終止符を打った。

## 歴代師団長
- 田村寛一 中将：1898年（明治31年）10月1日 - 1899年（明治32年）3月6日死去
- 井上光 中将：1899年（明治32年）3月13日 - 1906年（明治39年）7月6日
- 浅田信興 中将：1906年（明治39年）7月6日 - 1910年（明治43年）8月26日
- 安東貞美 中将：1910年（明治43年）8月26日 - 1912年（明治45年）2月14日
- 山根武亮 中将：1912年（明治45年）2月14日 - 1912年（大正元年）11月27日
- 内山小二郎 中将：1912年（大正元年）11月27日 - 1913年（大正2年）8月22日
- 藤井茂太 中将：1913年（大正2年）8月22日 - 1914年（大正3年）5月11日
- 柴五郎 中将：1914年（大正3年）5月11日 - 1918年（大正7年）7月2日
- 大井成元 中将：1918年（大正7年）7月2日 - 1919年（大正8年）8月26日
- 木下宇三郎 中将：1919年（大正8年）8月26日 - 1921年（大正10年）7月20日
- 森岡守成 中将：1921年（大正10年）7月20日 - 1923年（大正12年）8月6日
- 磯村年 中将：1923年（大正12年）8月6日 - 1926年（大正15年）7月28日
- 竹上常三郎 中将：1926年（大正15年）7月28日 - 1928年（昭和3年）3月8日
- 金山久松 中将：1928年（昭和3年）3月8日 - 1930年（昭和5年）8月1日
- 木原清 中将：1930年（昭和5年）8月1日 - 1932年（昭和7年）2月29日
- 杉山元 中将：1932年（昭和7年）2月29日 - 1933年（昭和8年）3月18日
- 大谷一男 中将：1933年（昭和8年）3月18日 - 1935年（昭和10年）3月15日
- 香月清司 中将：1935年（昭和10年）3月15日 - 1936年（昭和11年）3月7日
- 清水喜重 中将：1936年（昭和11年）3月7日 - 1937年（昭和12年）3月1日
- 山田乙三 中将：1937年（昭和12年）3月1日 - 1938年（昭和13年）1月8日
- 上村清太郎 中将：1938年（昭和13年）1月8日 - 1940年（昭和15年）3月9日
- 河辺正三 中将：1940年（昭和15年）3月9日 - 1941年（昭和16年）3月1日
- 笠原幸雄 中将：1941年（昭和16年）3月1日 - 1942年（昭和17年）8月1日
- 沼田多稼蔵 中将：1942年（昭和17年）8月1日 - 1943年（昭和18年）10月29日
- 人見秀三 中将：1943年（昭和18年）10月29日 - 終戦

## 歴代参謀長
- 山根武亮 工兵大佐：1898年（明治31年）10月1日 - 1900年4月25日[8]
- 楠瀬幸彦 砲兵大佐：1900年（明治33年）4月25日 - 1901年6月28日[9]
- 小原伝 砲兵中佐：1901年（明治34年）6月28日 - 1906年7月6日[10]
- 足立愛蔵 砲兵大佐：1906年（明治39年）7月6日 - 1909年1月14日[11]
- 木田伊之助 砲兵中佐：1909年（明治42年）1月14日 - 1912年1月27日[12]
- 木下宇三郎 砲兵大佐：1912年（明治45年）1月27日[13] - 1913年7月3日[14]
- 岡本茂若 歩兵大佐：1913年（大正2年）7月3日 - 1915年8月10日[15]
- 岡田重久 歩兵大佐：1915年（大正4年）8月10日 - 1917年8月6日[16]
- 松山良朔 歩兵大佐：1917年（大正6年）8月6日 - 1919年4月15日[17]
- 稲垣清 歩兵大佐：1919年（大正8年）4月15日 - 1922年2月8日[18]
- 山本宜一 歩兵大佐：1922年（大正11年）2月8日 - 1923年3月17日[19]
- 水町竹三 歩兵大佐：1923年（大正12年）3月17日 - 1924年2月4日[20]
- 岸孝一 歩兵大佐：1924年（大正13年）2月4日 - 1928年3月8日[21]
- 森下千一 歩兵大佐：1928年（昭和3年）3月8日 - 1929年3月16日[22]
- 平松英雄 歩兵大佐：1929年（昭和4年）3月16日 - 1931年8月1日[23]
- 牧野正迪 航空兵大佐：1931年（昭和6年）8月1日 - 1932年10月3日[24]
- 石田保道 砲兵大佐：1932年（昭和7年）10月3日 - 1935年3月15日[25]
- 篠原次郎 歩兵大佐：1935年（昭和10年）3月15日 - 1936年8月1日[26]
- 中村正雄 歩兵大佐：1936年（昭和11年）8月1日[27] - 1938年6月
- 中永太郎 歩兵大佐：1938年（昭和13年）6月11日 - 1939年（昭和14年）6月23日[28]
- 不詳
- 井原潤次郎 大佐：1940年（昭和15年）12月1日 - 1942年7月9日[29]
- 志村文雄 大佐：1942年（昭和17年）7月9日 - 1944年1月7日[30]
- 村田定雄 大佐：1944年（昭和19年）1月7日[31] - 1945年2月20日[32]
- 若山庸一 中佐：1945年（昭和20年）2月20日 - 終戦[33]

## 歴代兵器部長
- 谷山盛吉 中佐：1927年（昭和2年）2月10日[34] -
- 岩野正治 大佐：1929年（昭和4年）8月1日[34] -
- 和泉勘次郎 大佐：1930年（昭和5年）8月1日[34]-
- 高野康 中佐：1932年（昭和7年）2月5日[34] -
- 山村新 大佐：1933年（昭和8年）8月1日[34] -
- 今井良栄 大佐：1935年（昭和10年）12月2日[34] -

## 歴代経理部長
- 飯塚唯助 主計監：1925年（大正14年）5月1日[34] -
- 吉田弁二 主計監：1925年（大正14年）8月1日[34][35] -
- 白土哲郎 一等主計正：1928年（昭和3年）8月10日[35] -
- 岩永勝典 一等主計正：1932年（昭和7年）4月1日[35] -
- 十川登 一等主計正：1935年（昭和10年）3月15日[35] -

## 歴代軍医部長
- 堀口正文 一等軍医正：1925年（大正15年）3月2日[35] -
- 田島清十郎 一等軍医正：1928年（昭和3年）3月8日[35] -
- 朝倉重敏 軍医監：1930年（昭和5年）8月1日[35] -
- 斎藤干城 一等軍医正：1932年（昭和7年）12月7日[35] -
- 山本順市 一等軍医正：1934年（昭和9年）8月1日[35] -
- 松浦光清 一等軍医正：1936年（昭和11年）8月1日[35] -

## 歴代獣医部長
- 伊地知長生 一等獣医正：1924年（大正13年）12月15日[35] -
- 出口平吉 一等獣医正：1930年（昭和5年）8月1日[35] -
- 塚越富則 一等獣医正：1933年（昭和8年）3月18日[35] -
- 橋本庄太郎 一等獣医正：1935年（昭和10年）8月1日[35] -
- 山根定吉 一等獣医正：1936年（昭和11年）8月1日[35] -

## 所属部隊
1898年（明治31年）の師団創設時と日中戦争勃発前には第12師団は次のように配備されていた（括弧内の地名は衛戍地）。また1940年（昭和15年）には師団の衛戍地が久留米から満洲に変わったが、補充は内地より行われた（終戦時の括弧内の地名は補充地）。
| 師団創設時 1898年（明治31年） - 師団司令部（小倉） - 歩兵第12旅団（小倉） - 歩兵第14連隊（小倉） - 歩兵第47連隊（小倉） - 歩兵第24旅団（久留米） - 歩兵第24連隊（福岡） - 歩兵第48連隊（久留米） - 下関要塞砲兵連隊（下関） - 騎兵第12大隊（小倉） - 砲兵第12大隊（小倉） - 工兵第12大隊（小倉） - 輜重兵第12大隊（小倉） | 日中戦争勃発前 1937年（昭和12年） - 師団司令部（久留米） - 歩兵第12旅団（福岡） - 歩兵第14連隊（小倉） - 歩兵第24連隊（福岡） - 歩兵第24旅団（久留米） - 歩兵第46連隊（大村） - 歩兵第48連隊（久留米） - 野戦重砲兵第2旅団（小倉） - 野戦重砲兵第5連隊（小倉） - 野戦重砲兵第6連隊（小倉） - 野砲兵第24連隊（久留米） - 独立山砲兵第3連隊（久留米） - 下関重砲兵連隊（下関） - 高射砲第4連隊（佐賀） - 飛行第4連隊（太刀洗） - 戦車第1連隊（久留米） - 騎兵第12連隊（久留米） - 工兵第18連隊（久留米） - 輜重兵第18連隊（久留米） | 終戦時 1945年（昭和20年） - 師団司令部（久留米）：人見秀三中将 - 歩兵第24連隊（福岡）：菊池三郎大佐 - 歩兵第46連隊（大村）：山根五郎大佐 - 歩兵第48連隊（久留米）：田中亮吉大佐 - 野砲兵第24連隊（久留米）：小倉三郎大佐 - 工兵第18連隊（久留米）：緒方武二少佐 - 輜重兵第18連隊（久留米）：宮川鶴松大佐 - 第12師団 通信隊（久留米）：猪原豊志大尉 - 第12師団 兵器勤務隊（久留米）：石橋九二七少佐 - 第12師団 制毒隊（久留米）：石川幾平大尉 - 第12師団 病馬廠（久留米）：古河清獣医少佐 |